# Dimensione parallela

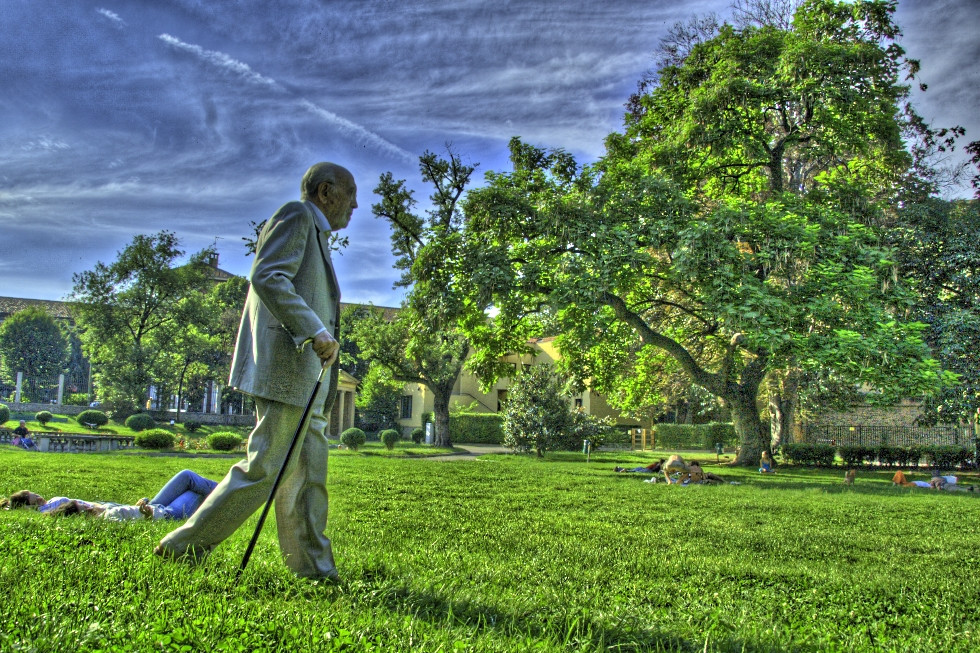
Jorge Luis Borges nel racconto Il giardino dei sentieri che si biforcano ha usato il concetto di universi paralleli prima che fosse sviluppata l'interpretazione a molti mondi della meccanica quantistica.

Una dimensione parallela o universo parallelo (anche realtà parallela, mondo parallelo, universo alternativo, dimensione alternativa o realtà alternativa) è un ipotetico universo separato e distinto dal nostro, ma coesistente con esso; nei  casi immaginati è identificabile con un altro continuum spazio-temporale. L'insieme di tutti gli eventuali universi paralleli è detto multiverso.
Affine ad antiche nozioni filosofiche come l'antiterra dei pitagorici, o al piano astrale o aldilà delle più diverse tradizioni religiose, il concetto di "altri universi" non è estraneo neanche alla letteratura scientifica recente: esistono alcune teorie cosmologiche e fisiche che ammettono la loro esistenza, la più famosa delle quali è la teoria delle stringhe. In campo filosofico, un indagatore del tema delle dimensioni parallele fu Auguste Blanqui, che nel 1872 indagò gli aspetti teorici e filosofici di un universo a infinite dimensioni nell'opera L'Eternité par les astres. Opera anomala nella produzione di Blanqui, essa anticipa elementi che si ritrovano anche in Jorge Luis Borges.
Nella narrativa fantascientifica, il concetto di universi paralleli viene introdotto per la prima volta dallo scrittore statunitense Murray Leinster nel 1934, per essere ripreso in seguito da molte opere successive divenendo così un tema classico della letteratura fantascientifica.

## Introduzione
Va precisato che il lemma "dimensione" (con l'accezione di regione o luogo spaziale occupabile e/o percorribile), sebbene nel gergo colloquiale e narrativo possa genericamente riferirsi a un'ulteriore realtà nascosta o oscura ma simile o sovrapponibile alla struttura del nostro mondo, in contesto prettamente scientifico va distinto dagli altri termini (universo parallelo, realtà parallela, mondo parallelo, universo alternativo, realtà alternativa) in quanto designa una o più quantità e qualità metriche intrinseche al luogo misurato (inerenti a qualche specifica topologia): ad esempio con le caratteristiche di "quarta dimensione" è definibile una configurazione (come l'ipersfera) che manifesta proprietà e relazioni spaziali differenti da quelle tridimensionali a noi presenti e direttamente visibili, che non si riesce neppure a raffigurarla mentalmente a meno di ricorrere ad un modello geometrico composito, il cui segno grafico ha aspetto solo indicativo e ne inquadra i singoli caratteri riducendoli nei limiti tridimensionali. Così in tal contesto, asserire l'esistenza fisica d'altra aggiuntiva dimensione parallela, oltre le tre normalmente osservate nel nostro universo (euclideo), implica dichiarare la presenza di misure/elementi/forme (associabili a cifre) passibili di misurazione, le quali affiancano e/o completano l'estensione (superficiale e volumetrica) normale, ma restando fuori dalla gamma compresa e percepita empiricamente dall'apparato sensorio naturale. Dunque la complessiva rappresentazione pluridimensionale più corretta è approcciabile solo per mezzo o con ausilio matematico.
In breve, al di là della facilità con cui artisticamente a volte s'illustrano esotiche "dimensioni spaziali" e si usa l'espressione come sinonimo indicante località comunque praticabili come il nostro ambiente, esse possono ben delinearsi e approcciarsi solo con calcolo e ricomposizione indiretta e astratta.
Comunque, malgrado la incompatibile recepibilità (almeno completa e diretta) di strutture metricamente pluridimensionali da parte di quelle corporee a sole tre dimensioni, si stanno studiando soluzioni scientificamente attendibili per aggirare le restrizioni fisiche e sfruttare almeno un'ulteriore dimensionalità (nel tessuto spazio-temporale conosciuto) per aprire passaggi occasionali in grado di trasportare viaggiatori e/o oggetti (che nello spostamento però continuerebbero a rimanere e a sperimentare solo le proprie dimensioni originarie) tra punti anche reciprocamente remoti del cosmo, o per muoversi avanti e indietro nel cronotopo. L'uso di materia esotica con proprietà e effetti antigravitazionali, prodotta artificialmente o trovata in natura, è indispensabile a tal scopo. Ma su queste possibilità, che avvicinano la produzione fantascientifica alla scienza ortodossa, vi è marcata divisione nella comunità accademica; e sul tema si resta nell'ambito puramente teorico mancando, finora, solidi indizi osservativo-sperimentali relativi in scala macroscopica. Ma qualche spiraglio s'intravede nello studio al livello quantistico. Difatti il meccanismo (per ora avveniristico e ipotetico), per creare dei tunnel utili al suddetto obiettivo, sarebbe espandere ai limiti del macrocosmo quelle proprietà che diverse teorie (ma non tutte, non v'è unanimità di giudizio) calcolano esistenti ma confinate al massimo entro la misura del nucleo atomico.
In sintesi, per le prospettive prettamente empirico-scientifiche e pratiche, per realizzare la possibilità dei viaggi nel tempo e/o in altre dimensioni e universi (ad esempio attraversando un buco-nero) è anzitutto indispensabile fondere in unico teorema fisico matematicamente coerente la teoria quantomeccanica e quella relativistica che finora divergono, in specie per la differente considerazione delle proprietà del campo gravitazionale. In quanto tali spostamenti crono/dimensionali presuppongono la piena (e fin alle loro estreme conseguenze logiche) padronanza e applicazione tecnologica d'entrambe le discipline.
Il viaggio nel tempo e il passaggio in una o più dimensioni parallele, restano così temi strettamente connessi spesso anche nell'espressioni classiche della fantascienza; che le interessano in quanto il concetto di realtà parallela, nell'ambito del fantastico, è chiaramente un espediente che lascia vaste possibilità all'intreccio narrativo; implicando che se in una realtà un determinato evento s'evolve in una direzione, in altre, fra quelle parallele, probabilmente può divergere verso un alternativo esito. L'invenzione di trame basate su una linea storica alternativa ha dato origine al genere distinto dell'ucronia; anche se in tale filone generalmente non contemplata la compresenza di più dimensioni. Il tema delle dimensioni parallele si lega frequentemente a quello del viaggio nel tempo, ed è motivo di riflessione e indagine epistematica insieme alla scientifica oltre che d'attenzione artistica, a causa dei paradossi che quest'ultimo può generare. (Al proposito il quantistico David Deutsch ritiene che proprio la ramificazione del cosmo in realtà parallele, almeno quella compatibile con la teoria di Hugh Everett, offra una scappatoia/soluzione alle paventate attese paradossali (autocontraddittorie) degli spostamenti verso il passato: dei quali il principale è il paradosso del nonno).
A cavallo tra gli anni novanta e primi duemila, in ambito cosmologico, sono state elaborate tipologie di possibili universi coesistenti e paralleli. Una delinea la presenza d'universi in serie a noi contigui, in quanto collocati a fianco del nostro in un bulk, che arriva ad avere una quinta dimensione (o quarta spaziale), che farebbe da contenitore alle loro rispettive estensioni, aventi tutte proprietà metriche tridimensionali (quadridimensionali, comprendendo anche la dimensione-tempo). Essi sarebbero posizionati uno accanto all'altro, come i fogli racchiusi in un libro: composto da pagine bidimensionali ma che nel loro insieme sono inserite in un contenitore (il libro) con tre dimensioni. Questo significherebbe che all'interno d'un ampio vuoto iper-spaziale, tanti universi (sia per proprietà che leggi globali) non dissimili dal nostro, siano così contigui da sfiorarci ma senza noi poterli percepire direttamente, in quanto le forze naturali (come quella elettromagnetica) captabili da apparati sensoriali e/o tecnologici, restano confinate nelle dimensioni del loro luogo cosmico originario; ma, in questo schema, con l'eccezione della gravitazione: il cui "campo" è ritenuto in grado di propagarsi oltre ogni distinto mondo dimensionale che ne è causa e fonte.
I piani su cui materialmente risiederebbero tali universi vengono spesso definiti (in ambito teorico) "membrane" o "brane". Secondo alcune vedute potrebbe trattarsi anche d'un unico, infinito, piano spaziale ma ripiegato più volte: affine (figurativamente) a un nastro a tratti curvato su sé stesso, in strati geometricamente paralleli. Questo modello così esplica, almeno in parte, anche la ragione di quella che comunemente è denominata materia/massa oscura: astronomicamente rilevata, in via indiretta, proprio per effetto gravitazionale; entità che empiricamente risulta estendersi intorno alle galassie e ai raggruppamenti che esse formano nel cosmo visibile.

## Aspetti filosofici
Il filosofo statunitense David Lewis negli ultimi decenni del Novecento elaborò una teoria che pare ricalcare almeno esteriormente la visione multiversale di Everett, però in chiave e con motivazione specificatamente filosofica, senza riferirsi ai paradigmi quantistici, come quello delle probabili ramificazioni in autostati conseguenti ai processi della funzione d'onda, o dell'osservazione sperimentale.
Tipico del suo pensiero è la logica espressa nella forma (da lui teorizzata) del "realismo modale"; secondo la quale per dar consistenza alle soluzioni dei problemi collegati alla definizione e determinazione del mondo empirico, con le sue specificità temporali ed individuali, è fondamentale riconoscere che per ogni relativo evento e comportamento esiste un'entità "controfattuale", cioè una reale controparte equivalente, che attua le varianti degli eventi: qui realizzatisi in uno solo dei possibili modi correlati. In riferimento ad un suo esempio, se si riconosce che una guardia avrebbe potuto dar l'allarme per evitare un crimine qua commesso, è coerente accettare l'idea dell'esistenza d'una controparte ("controfattuale") di tale guardia, essenzialmente con identità uguale pur se del tutto separata e fisicamente indipendente, che in un altro mondo, né causalmente né casualmente legato all'altro (benché suo corrispettivo), ha messo in pratica quel potenziale gesto che qui è mancato (sviluppi impliciti nella "teoria della controparte").
Lewis, considerando come già storicamente sia ricorsa, in filosofia (vedi Leibniz), l'idea dei mondi possibili, avanzata solo quale modello puramente esemplare per meglio affrontare razionalmente i più controversi problemi epistemologici, arriva alla conclusione che invece può con legittimità ritenersi indispensabile: proprio valutarla come descrivente la realtà esistente. La sua pubblicazione più famosa è appunto il libro On the plurality of Worlds (del 1986) che nelle pagine iniziali, relativamente a una pluralità materialmente concreta di mondi (in vari gradi) simili e/o uguali, dove si svolgerebbero eventi da poter porre in reciproca comparazione, asserisce "...l'ipotesi è utile e questa è una ragione per pensare che sia vera..." E continua l'esposizione spiegando come quest'ipotesi riesca a chiarire molte questioni logico/filosofiche, nonché gli interrogativi emergenti nello studio della semantica, del funzionamento mentale e (naturalmente) della scienza fisica.
Riassumendola, in linea di massima: esiste un mondo per ogni modo possibile in cui esso può esistere. In genere, per l'analisi d'ogni elemento osservato ci si basa proprio sui confronti fra la sua determinazione empirica e le modalità alternative e logicamente coerenti e autoconsistenti che l'elemento potrebbe manifestare, e ciò implica che tali possibilità sia corretto giudicarle vere in tutti i sensi.

## Aspetti metafisici
Si può aggiungere alle tipologie riguardanti eventuali dimensioni parallele anche un'interpretazione contemporanea d'aspetto metafisico e spiritualista/spiritistico. È la visione propugnata attualmente
nei saggi di Walter Semkiw, medico statunitense, tra i quali Return of the revolutionaries: the case for reincarnation. Questo saggio e la sua cornice di convinzioni si basa anche su coincidenze osservate considerate non casuali e reperti (visivi) giudicati non artificiosi. L'impianto generale della concezione riprende alcuni temi già conosciuti e acquisiti dalla tradizione medianica, occultista anche ricollegati a influenze mistiche orientali relative al ciclo escatologico delle rinascite, vi s'intravede il riverbero della cognizione indù del karma; e temi in parte originali, proiettabili in un contesto moderno e tecnologico. In sintesi si sostiene la presenza d'un piano con proprietà fisiche che ripetono, con qualità superiore, quelle terrestri e adatto alla prosecuzione d'una vita dopo quella terrena: e a seconda dei casi quasi speculare a essa. Tale regione dovrebb'esser strutturata in graduali livelli: dai meno ai più evoluti, nei quali è contemplato pure il noto medianico "piano astrale". Veri livelli spaziali paralleli, riservati ai soggetti deceduti, e adeguati alle rispettive virtù e imperfezioni morali espresse nell'esperienza terrena. Fra le possibilità sarebbe consentito viaggiare in tali spazi anche a bordo di vari velivoli, fra i quali mongolfiere uguali a quelle usate sulla Terra.
Un corpo di leggera sostanza eterea, contenuto in quello umano naturale (composto materia pesante) ma a esso esteticamente somigliante, si trasferirebbe, subito o poco dopo la morte, in tale alto luogo: profilabile com'un'altra dimensione parallela alla terrestre. Dove, liberati dal consueto fardello carnale, i corpi meno grevi, continuerebbero a vivere con modalità riproducenti quelle del mondo materiale; potendovi praticare addirittura le stesse attività, ludiche, intellettuali e professionali, svolte nell'esistenza terrena, in condizioni apparentemente simili sebbene molto più funzionali e soddisfacenti: perfino disponendo di campi sportivi, come da golf o d'altri sport e d'aree adibite allo svago, oltre che di laboratori scientifici. E i là dimoranti, di tanto in tanto, cercherebbero di comunicare con l'umanità terrena mediante apparecchiature tecnicamente affini a quelle elettroniche e trasmittenti, là appositamente costruite e migliorate da avanzate innovazioni. Per questo essi sarebbero udibili o visibili a volte fra le immagini dei consueti schermi televisivi o fra l'onde captate dai comuni nostri radioricevitori e simili strumenti.
Da quel mondo gli ex defunti riuscirebbero anche a telefonare ai loro amici, colleghi, o parenti ancora vivi. "ITC": Instrumental Trans Communication, è denominato questo sistema di presunti contatti e il loro studio sistematico. Suddetti corpi eterei però non resterebbero necessariamente stabili, ma pur essi verrebbero abbandonati, anche mediante una specie di seconda morte, al compimento di evoluzioni spirituali verso ulteriori livelli dimensionali. Comunque tali entità resterebbero soggette a tornare nella vita materiale con reincarnazione: manifestando parecchie proprietà fisio-somatiche e attitudini mentali e comportamentali della loro precedente esistenza terrena, e a tratti mantenute nell'altra dimensione. A volte tali anime rinate sono recenti e altre appartengono a epoche storiche, e qui possono ricondividere o reincontrare persone già praticate in un loro comune passato, che però rinascendo spesso dimenticano o di cui ricordano solo qualche riverbero in modo vago o indistinto. L'autore del testo suindicato, Walter Semkiw, sarebbe riuscito ad individuare un gruppo di reincarnati che, alla luce delle sue indagini, parteciparono alla guerra d'indipendenza americana e a volte, pur se in altre vesti, celebri in questa nuova vita; qualcuno ora già nuovamente deceduto: fra i quali spicca il nome del noto astronomo Carl Sagan, il quale sarebbe stato un (pur se nella nuova vita a propria insaputa) indipendentista americano, e intellettuale/scienziato all'epoca già d'un certo rilievo.
Quest'idea, per quanto ai rigori della tradizionale razionalità si presenti fantasiosa o bizzarra, è teorizzata e seguita, e negli USA sta ottenendo un certo interesse attivo, anche da e fra esponenti dediti a normali attività e professione scientifica; e si vanno disponendo centri di studio e ricerca pure a tratti con qualche partecipazione accademica e collaborazioni qualificate: quali di medici, neurologi, psicologi e così via. A riprova il libro di Semkiw, qui summenzionato, si trova fra quelli elencati nel sito americano di Kary Mullis. (Non mancano produzioni cinematografiche o narrative che s'ispirino a tale prospettiva).

## Dimensione parallela nell'interpretazione della fisica quantistica
Una fra le teorie, quotata da un'autorevole parte di fisici contemporanei, che dà plausibilità all'esistenza di dimensioni parallele, nell'accezione di pluralità di universi contigui, è l'interpretazione, tecnicamente basata sulla meccanica quantistica ondulatoria elaborata da Erwin Schrödinger, proposta da Hugh Everett III a partire dagli ultimi anni cinquanta e denominata successivamente da Bryce DeWitt "interpretazione a molti mondi" (a volte riportata, in acronimo anglosassone, come MWI: Many Worlds Interpretation). Uno dei suoi maggiori sostenitori e divulgatori fu ed è il fisico David Deutsch, dell'Università di Oxford.
Attualmente l'impostazione su cui si basa la teoria a molti mondi (o realtà parallele) è apprezzata anche da quei cosmologi che v'intravedono una pronunciata capacità esplicativa riguardo agli istanti precedenti l'inizio del nostro universo e l'origine della sua causa, ad esempio la elaborazione di Stephen Hawking sulla "funzione d'onda d'universo", anche l'astrofisico Alex Vilenkin che ha teorizzato sull'origine dell'Universo fa esplicito e positivo riferimento alla teoria dei molti mondi.

### Critiche
Nella classificazione delle teorie scientifiche in base al livello di prova occupa quello più basso, relativo alle teorie che non si possono confrontare con la realtà, sono prive di modello matematico e di implicazioni che siano sperimentalmente falsificabili o riproducibili.

## Dimensioni parallele in letteratura e altre rappresentazioni culturali
Attorno all'ipotesi dell'esistenza delle dimensioni parallele sono state create numerose ambientazioni per libri, film, fumetti e serie televisive. Il comune denominatore delle vicende raccontate in prospettiva fantascientifica è la possibilità di viaggiare o di interagire con mondi esistenti nelle varie dimensioni ispirate all'idea fisica di multiverso sia nelle teorizzazioni cosmologiche che nell'interpretazione a molti mondi della meccanica quantistica. L'ampio intreccio d'accadimenti e storie di questo tema ha offerto fertile campo per le elaborazioni narrative improntate da scenari fantastici; perciò il suo studio scientifico fu a volte anticipato dalla letteratura.
Ad esempio nell'opera cominciata nei primi anni cinquanta da Clive Staples Lewis, il ciclo delle Cronache di Narnia, e terminata di pubblicare poco prima della tesi proposta da Everett, l'autore (all'incirca nel 1950) nel romanzo Il leone, la strega e l'armadio pone queste battute in bocca a due suoi protagonisti: ...chiese Peter «Ci sarebbero davvero altri mondi accanto al nostro?» «Niente di più probabile» rispose il Professore...e borbottando «Ma cosa diavolo insegnano, dico io, nelle scuole?».